# Erica triflora
Erica triflora är en ljungväxtart som beskrevs av Carl von Linné. Erica triflora ingår i släktet klockljungssläktet, och familjen ljungväxter. Utöver nominatformen finns också underarten E. t. rosea.